# Códice de Bastião Lopes
O Códice de Bastião Lopes é um texto em português, manuscrito, do século XVI, possivelmente de 1568, com regimentos náuticos e apontamentos necessários para um piloto ou um astrónomo se orientar pelos astros, e que foi atribuído a Bastião Lopes - que fazia cartas de marear -, um dos importantes cartógrafos portugueses da segunda metade do século XVI a trabalhar em Lisboa.
Este documento histórico em língua portuguesa documenta o tipo de conhecimentos conhecidos pelos cartógrafos portugueses acumulados desde o início das navegações atlânticas, no primeiro quartel do século XV, até meados do século XVI, e utilizados pelos pilotos, navegadores, matemáticos e astrónomos nas navegações oceânicas.
Este manuscrito foi estudado no século XX pelo professor Luís de Albuquerque.
O Códice de Bastião Lopes possuía Tabelas quadrienais ou Regimento para saber as alturas do Sol de cada dia ao longo de um ciclo de 4 anos - o ano bissexto é sempre o quarto desse ciclo -, de acordo com o Calendário juliano, a Tabela para saber calcular a altura pela Estrela Polar, o Regimento para calcular o percurso de uma viagem marítima em léguas, uma tabela para saber o Número áureo de cada ano, uma tabela para saber a letra dominical de cada ano e um quadro para encontrar as datas das festas litúrgicas móveis para os anos futuros, sabendo o número áureo e a respectiva(s) letra(s) dominical(ais) de um determinado ano. O ano radix, o ano que serviu como ponto de partida dos cálculos, foi o ano de 1568. É um exemplo também da influência que o Almanaque Perpétuo de Abraão Zacuto (1450-1522) teve nas tabelas de orientação pelos astros desde a sua publicação em Portugal, em 1496, e que tinha como ano radix o de 1473. As tabelas do sol desta obra de Zacuto foram utilizadas até à publicação de novas tabelas do sol pelo Cosmógrafo do Reino Pedro Nunes (1502-1578).
A Reforma Gregoriana do Calendário realizada em 1582, 14 anos depois da data referida no códice de Bastião Lopes, obrigou a alterações que implicavam algumas novas tabelas.